# Pithecheir parvus
Pithecheir parvus is een knaagdier uit het geslacht Pithecheir dat voorkomt op het schiereiland Malakka. Van deze soort zijn fossiele kiezen bekend uit het Vroeg- en Midden-Pleistoceen van Zuid-Thailand, ten zuiden van de Landengte van Kra (samen met de uitgestorven soort P. peninsularis).
Hoewel P. parvus sterk op zijn nauwe verwant P. melanurus uit Java lijkt, en soms ook tot dezelfde soort is gerekend, verschillen deze twee soorten in enkele verhoudingen in de schedel, zodat ze nu meestal als aparte soorten worden gezien. De kop-romplengte bedraagt 156 tot 175 mm, de staartlengte 179 tot 205 mm, de achtervoetlengte 26 tot 30 mm, de oorlengte 15 tot 19 mm en de schedellengte 39,0 tot 44,0 mm.